# Черкасский сельсовет (Оренбургская область)
Черкасский сельсовет — сельское поселение в Саракташском районе Оренбургской области Российской Федерации.
Административный центр — село Черкассы.

## История
Казачье село "Черкассы" было названо в честь города "Черкассы" на Украине. В селе Черкассы большинство местных жителей - переселенцы с Украины, которые покинули Украину в года голодомора. Раньше на месте этого села была лишь казачья станция, совсем рядом находится п. Саракташ и любой житель села Черкассы бывал в нем, независимо от статуса и т.д.

## Население
| 2010  | 2012  | 2013  | 2014  | 2015  | 2016  | 2017  |
| ----- | ----- | ----- | ----- | ----- | ----- | ----- |
| 2255  | ↗2298 | ↗2319 | ↗2351 | ↗2379 | ↘2346 | ↘2320 |
| 2018  | 2019  | 2020  | 2021  |       |       |       |
| ↘2275 | ↘2247 | ↘2245 | ↘2221 |       |       |       |

## Состав сельского поселения
```
Александровка
 |Село|, Население 
364
[
2
]
 человек(а)
```

```
Черкассы
 |Административный центр|, Население 
1891
[
2
]
 человек(а)
```